# (9523) Torino
(9523) Torino ist ein Asteroid des Hauptgürtels, der am 5. März 1981 von den Astronomen Henri Debehogne und Giovanni de Sanctis am La-Silla-Observatorium (IAU-Code 809) der Europäischen Südsternwarte in Chile entdeckt wurde.
Der Himmelskörper gehört zur Nysa-Gruppe, einer nach (44) Nysa benannten Gruppe von Asteroiden (auch Hertha-Familie genannt, nach (135) Hertha).
Der Asteroid wurde am 30. Januar 2010 nach der italienischen Großstadt Turin benannt, dem Verwaltungssitz der Region Piemont und Hauptsitz der italienischen Automobilindustrie.